# Git Gay
Pour les personnes de même nom de famille, voir Gay.
Birgit Agda Holmberg ou Birgit Carp, connue sous le nom de scène Git Gay (née  le 13 juillet 1921 à Karlshamn, et morte le 1er juillet 2007 à Malmö) est une danseuse, meneuse de revue, chanteuse et actrice suédoise. 

## Biographie
Git Gay fait ses débuts en 1947 dans une revue signée Sigge Hommerberg au théâtre Victoria à Malmö. Elle participe ensuite à des spectacles à Gröna Lund (Stockholm) et au Cirkus de Göteborg. C'est Karl Gerhard qui l'affuble du nom de Git Gay en 1949. Aux côtés d'Åke Söderblom, elle danse et chante Ge mig en lektion i kärlek (Donne-moi une leçon d'amour), un spectacle qui reste à l'affiche pendant trois ans. Revues, concerts et films s'enchainent. En 1960, elle crée le Git Gay Show au théâtre de Lorensberg à Göteborg, pour lequel elle est responsable de la mise en scène, de la chorégraphie et des costumes. 
Au début des années 1990, Git Gay présente une émission de divertissement à la télévision suédoise, intitulée Välkommen till Göteborg (Bienvenue à Göteborg) et enregistrée à Liseberg. Pour ses obsèques en l'église Saint-Pierre de Malmö le 17 juillet 2007, on diffuse sa propre interprétation de My Way. Elle est inhumée à Stockholm au côté de son troisième mari, l'homme d'affaires Lennart Carp (1918–1991), et de leur fille Camilla (1955–1983).